# Liam Lynch (militare)
Liam Lynch (irlandese Liam Ó Loingsigh; Barnagurraha, 9 novembre 1893 – Clonmel, 10 aprile 1923) è stato un militare e patriota irlandese, ufficiale dell'Irish Republican Army durante la guerra d'indipendenza e comandante generale della stessa durante la guerra civile, nella quale perì.